# Fred Metzler (Moderator)
Fred Metzler (* 21. September 1929 in Koblenz; † 23. Januar 2010) war ein deutscher Hörfunk- und Fernseh-Moderator sowie Schauspieler, der insbesondere im süddeutschen Raum über Jahrzehnte einer Vielzahl von Hörern bekannt war, durch schauspielerische Auftritte jedoch im gesamten deutschen Sprachraum.

## Leben
Fred Metzler begann zunächst eine künstlerische Laufbahn als Schauspieler, durch die er mit Großen vom Fach auf der Bühne stand, so mit Gustaf Gründgens oder Werner Krauß. Ausgerechnet das Timbre seiner Stimme brachte ihn jedoch schon nach kurzer Zeit davon ab; er wechselte zum Hörfunk nach Stuttgart.
Bereits im Jahr 1956 erschienen in der Region Zeitungsberichte, wonach er als erster Moderator des Südfunk Stuttgart live sprechen durfte, ohne dass seine Texte vor der Sendung abgenommen werden mussten. Neben seiner markanten sonoren Stimme gewöhnten sich die Hörer schnell an seine Absage: „mit freundlichen Grüßen von Haus zu Haus“. In der Folge arbeitete er im Rahmen der ARD auch für den Südwestfunk (SWF) in Baden-Baden und den Hessischen Rundfunk in Frankfurt am Main.
1965 lief im Fernsehen die Sendereihe Das Jazz-Studio, die Fred Metzler moderierte.
1970 trat Metzler in zwei Ausgaben der ZDF-Drehscheibe auf (1970). In dem vom Hessischen Rundfunk für die ARD produzierten 70-minütigen Film Flick-Flack (1971) spielte er neben Schauspielern wie Ilona Grübel, Gisela Trowe, Günter Strack, Peter Fitz und Hanns Dieter Hüsch. In dem 75-minütigen ZDF-Drama Autos (1972) verkörperte er einen Hörfunksprecher und spielte unter anderen neben Heinz Schimmelpfennig.
Bis zu seiner Pensionierung im Jahr 2004 war Metzler auf SWR4 Baden-Württemberg regelmäßig als Moderator der Sendungen Sie wünschen – wir spielen, Vier nach vier, Spätlese und Sonntagskonzert zu hören.

„Fred Metzler war ein Meister der alten Schule, der mit Worten umgehen konnte, ein Grandseigneur des Rundfunks. Er hatte Stil und Kultur, und vor allem: Er liebte seine Sendungen, und er liebte das Radio. Fred Metzler wird uns als grandioser Unterhalter in Erinnerung bleiben.“

## Hörfunk-Sendungen (Auswahl)
- Äther – leicht gewellt, hr[4]
- Guten Morgen allerseits, hr
- Mitternachtsspitzen, SWF
- Platten-Supermarkt, Hessischer Rundfunk, hr1
- Plattenspiele – Ausgewähltes für Swingfreunde, hr
- Sie wünschen – wir spielen (das 11-Uhr-Wunschkonzert) SDR
- Sonntagskonzert – Von Zehn bis Zwölf, SWR(4)
- Spätlese, SWR(4)
- Vier nach vier, SWR(4)
- Mittwochs-Wunschkonzert (SDR1, 20 Uhr)
- Wer die Zahl hat, hat die Wahl, SDR
- Wunschkonzert Exquisit, SDR
- Yesterdays, SDR[5]

## Fernseh-Sendungen
- Das Jazz-Studio (1965)
- Drehscheibe (1970), ZDF
- Flick-Flack (1971), ARD
- Autos (1972), ZDF

## Musik
Fred Metzler sang den Musiktitel Englisch ist gar nicht so schwer im Duett mit dem Sänger Will Höhne. Er erschien auf der von der Programmzeitschrift Hörzu bei Electrola verlegten LP Geh'n wir bummeln.

## Werke
- Wenn's recht ist: Ein Stelldichein mit Fred Metzler. Kumm. Offenbach am Main 1971.
- Ich ess, was ich will...: Empfehlenswertes aus der guten alten Frankfurter Küche. Mit Zeichnungen von Ferry Ahrlé. Kramer. Frankfurt am Main 1976. ISBN 3-7829-0184-3
- Aal blau und erröthetes Mädchen: die besten Rezepte aus alten Kochbüchern; mit bewährten Küchenregeln. Heyne. München 1978. ISBN 3-453-40239-1
- Tafelmusik: Fred Metzlers kulinarisches Lesebuch. Hädecke. Weil der Stadt 1978. ISBN 3-7750-0082-8
- Der lachende Feinschmecker : Fred Metzlers Rezepte mit Pointen. Mit Zeichnungen von Ferry Ahrlé. Falken. Niedernhausen/Taunus 1979. ISBN 3-8068-0475-3
- Fred Metzlers kulinarisches Lesebuch: literarische Würzmischung. Hädecke. Weil der Stadt 1995. ISBN 3-7750-0147-6
- O frivol ist mir am Abend. Falken. Niedernhausen/Taunus 1988. ISBN 3-8068-0388-9
- Witze mit Pfiff. Falken. Niedernhausen/Taunus 1988. ISBN 3-8068-0368-4
- Vier nach vier : Alltagspoesien. Bleicher. Gerlingen 1993. ISBN 3-88350-384-3
- SDR1 + AOK (Hrsg.): Das Pfundskur-Kochbuch. Falken. Niedernhausen/Taunus 1993. ISBN 3-8068-4726-6
- Mein Topf ist Eintopf. Hädecke. Weil der Stadt 1995. ISBN 3-7750-0268-5